# Ericka Beckman
Pour les articles homonymes, voir Beckman.
Ericka Beckman, née en  1951, est une réalisatrice américaine qui commence à faire des films dans les années 1970 dans le cadre de The Pictures Generation. Ses films traitent de la relation entre les gens et les images, et de la façon dont les images structurent la perception des gens d'eux-mêmes et de la réalité.

## Biographie

### Jeunesse
En 1974, Beckman obtient son baccalauréat en Beaux-Arts de l'Université de Washington à Saint-Louis. En 1975, elle participe au programme d'étude indépendant du Whitney Museum. Elle participe aussi à la California Institute of the Arts, à l'origine, en tant qu'artiste visuelle. Elle change plus tard de domaine et commence à faire des films.

### Carrière dans le cinéma
À la fin des années 1970, Beckman va à l'école d'études supérieures CalArts ; elle est influencée par le percussionniste Jean-Bergame qui enseigne à CalArts, et par les séquences filmées de Jack Goldstein. Ses premiers films sont faits main et grâce à des collaborations, ils intègrent chorégraphie, musique et chant, ainsi que des objets sculpturaux. Ses effets cinématographiques faits main ont été comparés à Ballet mécanique de Fernand Léger (1921) ou à Ghosts Before Breakfast de Hans Richter (1928) et sont antérieurs à la technologie visuelle de MTV et des effets spéciaux blockbuster films comme Tron.
Beckman déclare à propos de ses premiers films : « en tant que jeune artiste, je cherchais un langage pour expliquer la relation entre la connaissance de soi et le mouvement dans le monde physique. ». Beckman décrit le sujet de ses films : « Le film crée une réalité à travers l'improvisation. Mes films se déplacent vers l'arrière, à l'aide de structures narratives comme le fait l'esprit d'une personne qui essaie de saisir le sens des images dans sa mémoire. »
Les films Super-8 que Beckman crée et expose avant 1978, comme l'Homme Blanc A les Mains Propres (1977) et Hit and Run (1977),, utilisent des effets spéciaux de base et do-it-yourself. Après la lecture du livre du psychologue Jean Piaget L'Épistémologie Génétique, Beckman commence sa Trilogie super-8 . Ce trio de films expérimentaux créés entre 1978 et 1980 (We Imitate; We Break Up (1978),, The broken rule  (1979), et Out of hand (1980)) met en vedette les écrans en superposition et des pixellisations ingénieuses. Dans ces films, Beckman joue son propre rôle et utilise un casting tournant comprenant James Casebere, Mike Kelley, Matt Mullican, James Welling, Kirby Dick et Paul McMahon comme interprètes. Les films combinent des souvenirs de rêves d'enfance avec les idées de Piaget sur le développement cognitif des enfants. La Trilogie Super-8 démontre sa capacité à exprimer ses idées à l'aide de prouesses techniques et un récit poétique. Après Out of hand la Biennale du Whitney commence à inclure des films Super-8.
Beckman est également connue pour son film de 30 minutes de narration non-linéaire Cinderella (1986), dans lequel le personnage de conte de fées devient une partie d'un jeu comme une métaphore des restrictions de la société sur les femmes. Les têtes d'affiche du film sont Gigi Kalweit et Mike Kelley ; Brooke Halpin a composé la musique, avec la voix de Katy Cavanaugh. Les films suivants de Beckman comprennent Commutateur Centre (2003), qui a été tourné en Hongrie dans une ancienne usine de purification d'eau. Les personnages principalement masculins du film se déplacent dans la chorégraphie en mouvement constant en interagissant avec leur environnement industriel qui fait référence à l'histoire compromise du collectivisme de style soviétique.
À l'instar d'autres artistes de Pictures Generation d'artistes, les films de Beckman se concentrent sur la manière dont les stéréotypes forment l'image de soi d'un individu, révélant leur origine dans une génération élevée sur les médias de masse. La cinétique des mouvements des acteurs est basée sur la chorégraphie "task-oriented" de Lucinda Childs et Trisha Brown.
Le travail de Beckman est montré au Whitney Museum of American Art et au Museum of Modern Art à New York.